# Entombed A.D.

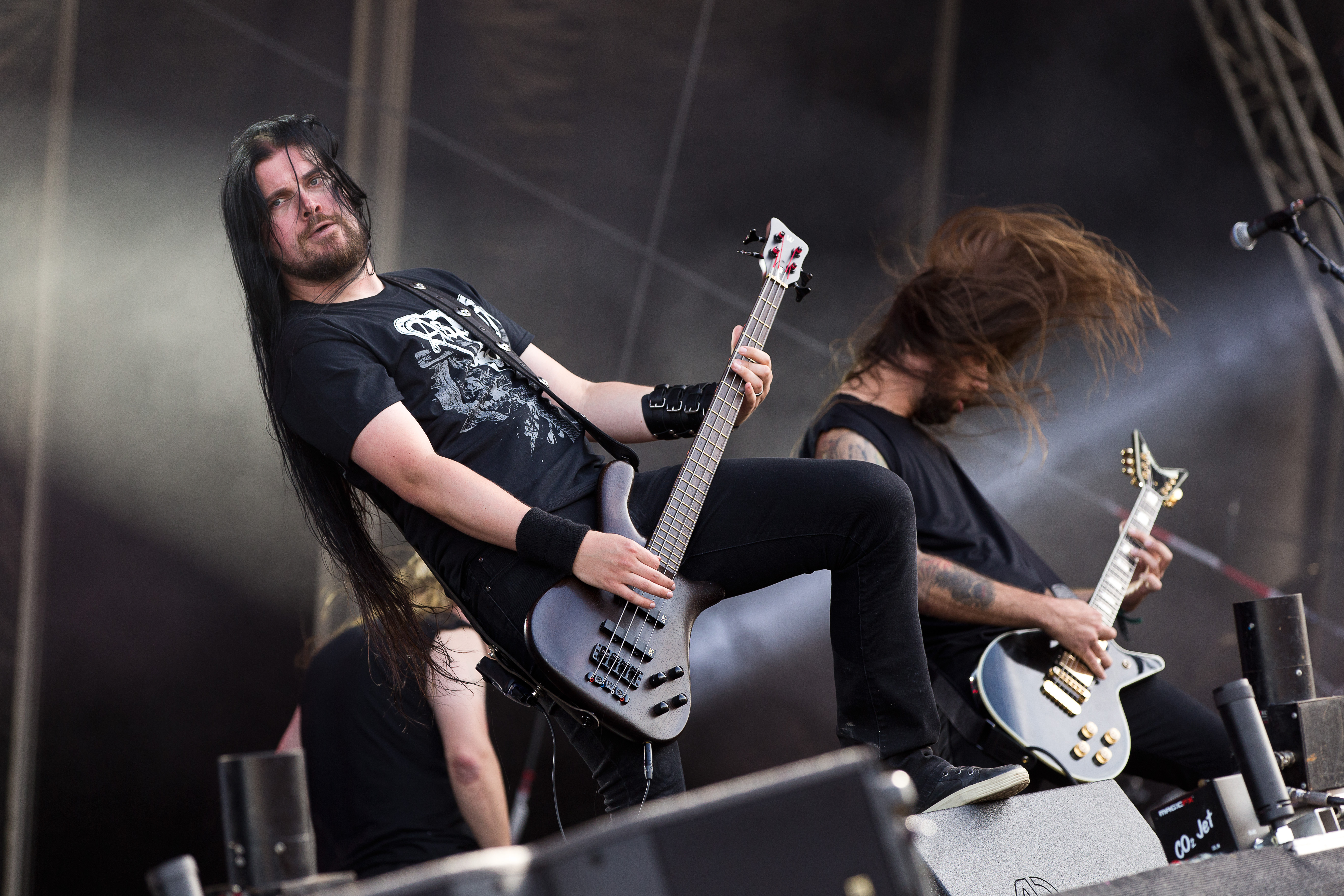
Bassist Victor Brandt und Gitarrist Guilherme Miranda auf dem Rockharz Open Air 2016

Entombed A.D. [ɛnˈtuːmd eɪ.diː.] (engl. ‚begraben‘ oder ‚Begrabene‘ und Anno Domini, lateinisch für „im Jahre des Herrn“) ist eine schwedische Death-Metal-Band aus Stockholm, die 2014 aus der Band Entombed hervorging, nachdem die damaligen Mitglieder Lars Göran Petrov, Nico Elgstrand, Victor Brandt und Olle Dahlstedt ein neues Album ohne Entombed-Gründungsmitglied Alex Hellid aufgenommen hatten, dieser jedoch Namensrechte am Bandnamen geltend machte.

## Geschichte
Am 25. Oktober 2013 sollte das Entombed-Album Back to the Front erscheinen. Vorher hatte die Band Alex Hellid entlassen, Gitarrist und Gründungsmitglied von Entombed. Hellid machte jedoch Namensrechte an Entombed geltend, die er wie die anderen Gründungsmitglieder anteilig besaß. Das geplante Album konnte durch den Rechtsstreit nicht erscheinen und wurde vom Label Century Media zurückgehalten. Erst nachdem sich die verbliebenen Mitglieder in Entombed A.D. umbenannten, konnte das Album 2014, mit zehn Monaten Verspätung, veröffentlicht werden. Die Band spielt seitdem unter dem Namen Entombed A.D., während der ursprüngliche Bandname Entombed nicht mehr benutzt werden darf. Alex Hellid widmete sich eigenen Projekten wie der Orchester-Aufführung des Entombed-Albums Clandestine.
Das Debüt von Entombed A.D. erschien letztendlich am 1. August 2014. Back to the Front wurde von verschiedenen Rezensenten als nahtlose Fortführung des Sounds von Entombed angesehen. So schrieb der Rezensent des RockHard: „Abgesehen vom Namenswechsel bleibt bei den Schweden vieles beim Alten: Sowohl der Gitarrensound als auch L.G. Petrovs Vocals prägen weiterhin das charakteristische Soundbild. Die Songs bieten derweil „best of both worlds“, sprich: sie pendeln gekonnt zwischen Old-School-Death und den über die Jahre liebgewonnenen Death´n´Roll-Elementen.“ Der Metal Hammer attestierte: „Am auffälligsten auf BACK TO THE FRONT ist jedoch die Tatsache, dass Alex Hellids Fehlen schlicht und einfach nicht auffällt. So klingen Entombed – egal, ob mit oder ohne „A.D.“.“ Allgemein wurde das Werk aber auch als zu abwechslungsarm und ohne echte Höhepunkte charakterisiert. Mit dem Album ging die Band ab der zweiten Jahreshälfte 2014 auch auf Festival-Tour, so zum Beispiel beim Party.San im August und beim Metal Hammer Paradise im November. Dazwischen tourte die Band zusammen mit Grave und Repuked.
Ihr zweites Album veröffentlichte die Band am 26. Februar 2016 wieder über Century Media. Dead Dawn wurde von den Rezensenten allgemein als besser gelungen bewertet, unter anderem deutlich Thrash-lastiger und spritziger. Der Metal Hammer schrieb: „2016 haben die Death-Metaller die Umstrukturierungen kompensiert, sind zusammengewachsen und konzentrieren sich wieder auf ihre Kernkompetenzen.“ Zur Promotion des neuen Albums folgte die Europa Blasphemia 2016 Tour zusammen mit Behemoth, Abbath und Inquisition und anschließend die Jomsviking North America Tour zusammen mit Amon Amarth und Exmortus. Im weiteren Lauf des Jahres tourte die Band zusammen mit Voïvod auf der Dead Dawn European Tour durch Europa. Im Januar 2017 folgte eine weitere Nordamerika-Tour zusammen mit Full of Hell und Turbid North.
Schon 2016 kündigte die Band an, an einem dritten Album zu arbeiten. Im Frühjahr 2018 verließ Bassist Victor Brandt die Band und stieg stattdessen bei Dimmu Borgir ein. Seitdem übernimmt für Live-Auftritte Tobias Christianson von Grave dessen Position. Zum dritten Album Bowels of Earth, das am 14. Mai 2019 angekündigt wurde und am 30. August 2019 erschien, wurden im Juni und Juli 2019 Videos zu den Songs Torment Remains und Elimination veröffentlicht. Der ehemalige Live-Gitarrist Guilherme Miranda ist seit 2018 festes Mitglied von Entombed A.D. Im Oktober und November 2019 ging die Band zusammen mit Aborted und Bæst auf Hell over Europe III-Tour, um das neue Album zu bewerben.
Im August 2020 wurde bekannt, dass Petrov an Krebs erkrankt war. Dabei handelte es sich um ein Gallengangskarzinom, das, da der Tumor nicht operativ entfernt werden konnte, unheilbar war. Er starb im März 2021.

## Stil
Entombed A.D. spielen Old-School-Death-Metal ohne große Variationen. „Vieles ist beim Alten geblieben: Die dunklen und teilweise positiv-ranzigen Gitarrenriffs, das schwere, ballernde Schlagzeug und vor allem das brutale Growling von L-G Petrov.“

## Galerie

Entombed A.D. live auf dem With Full Force 2018
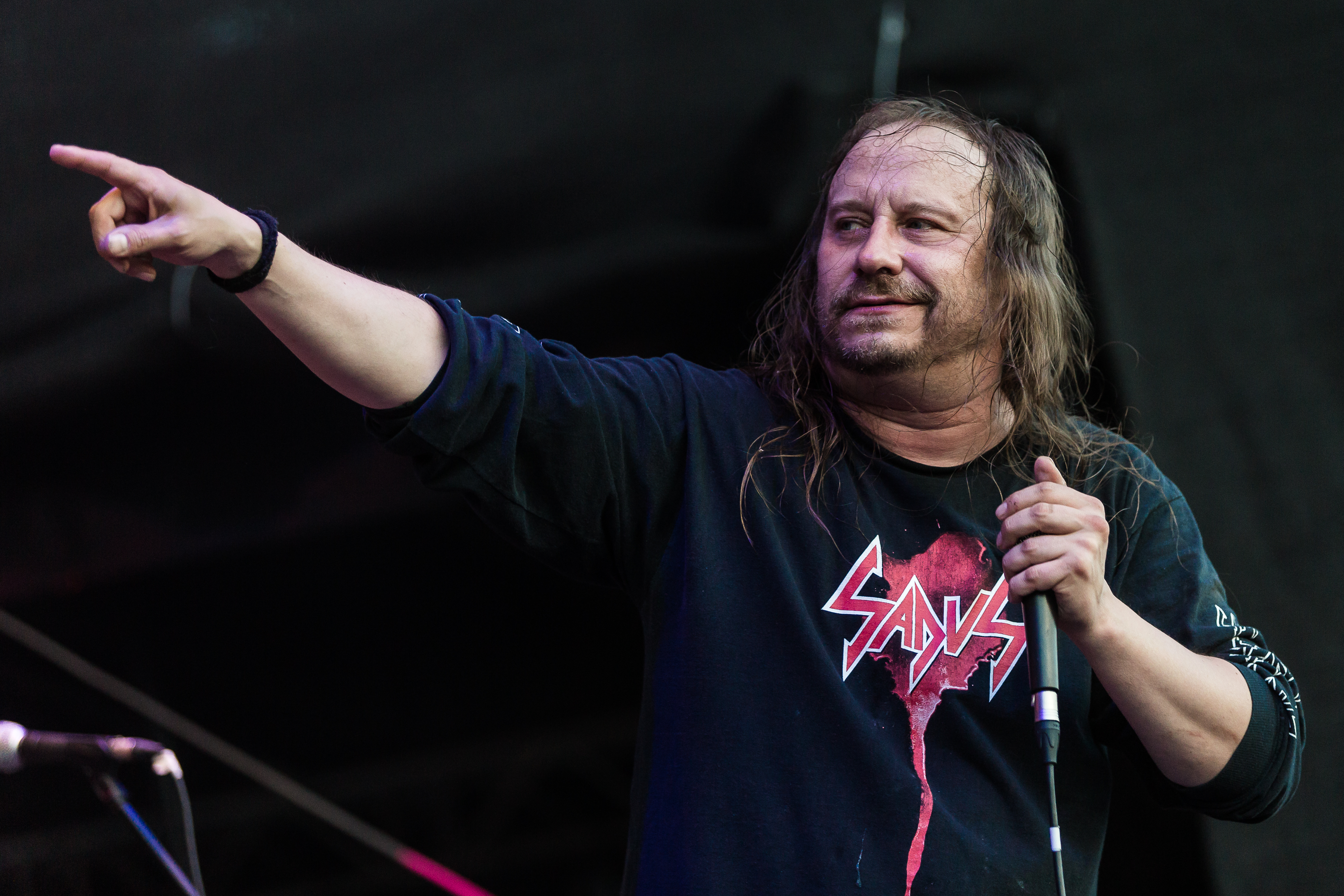
Sänger Lars Göran Petrov
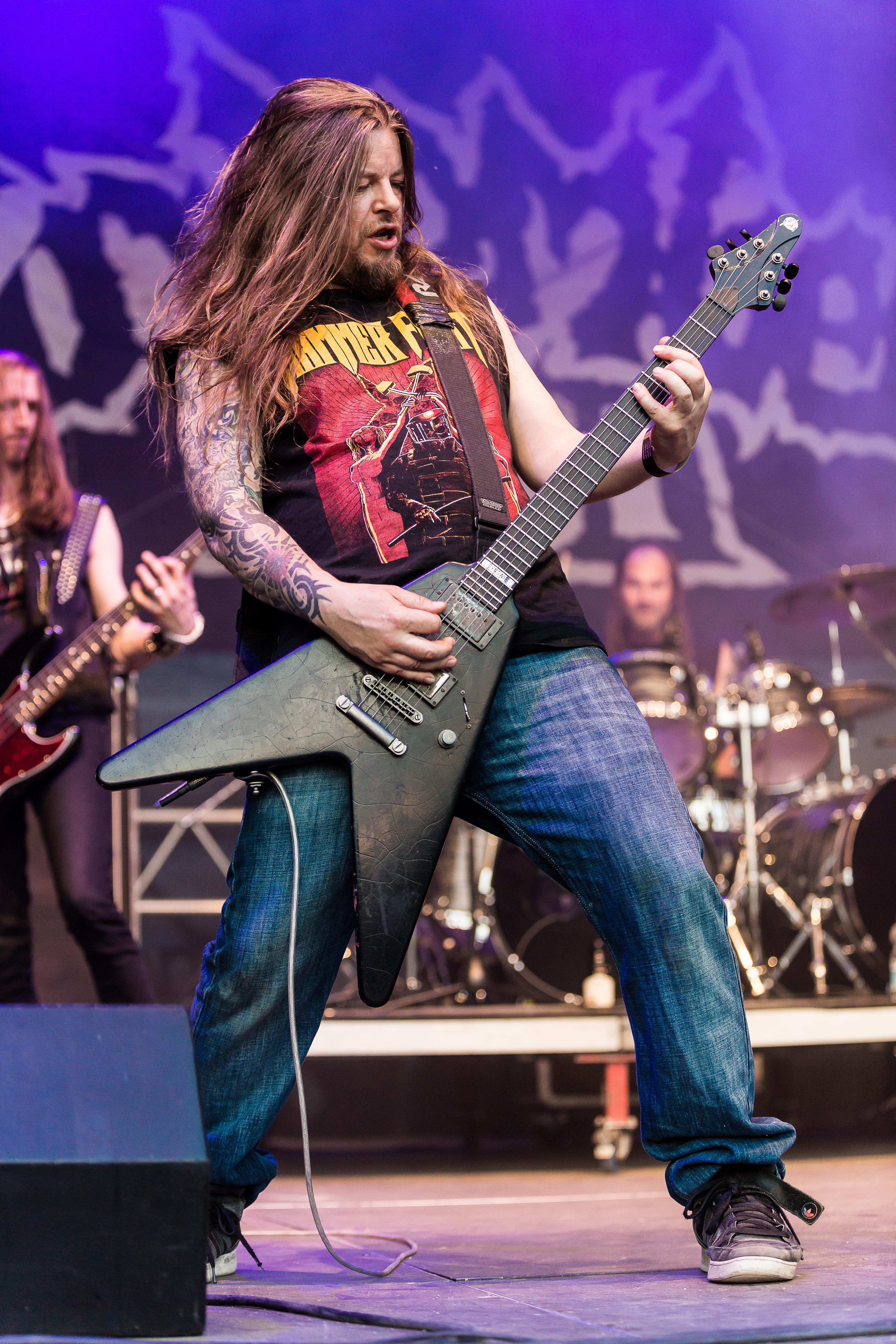
Gitarrist Nico Elgstrand
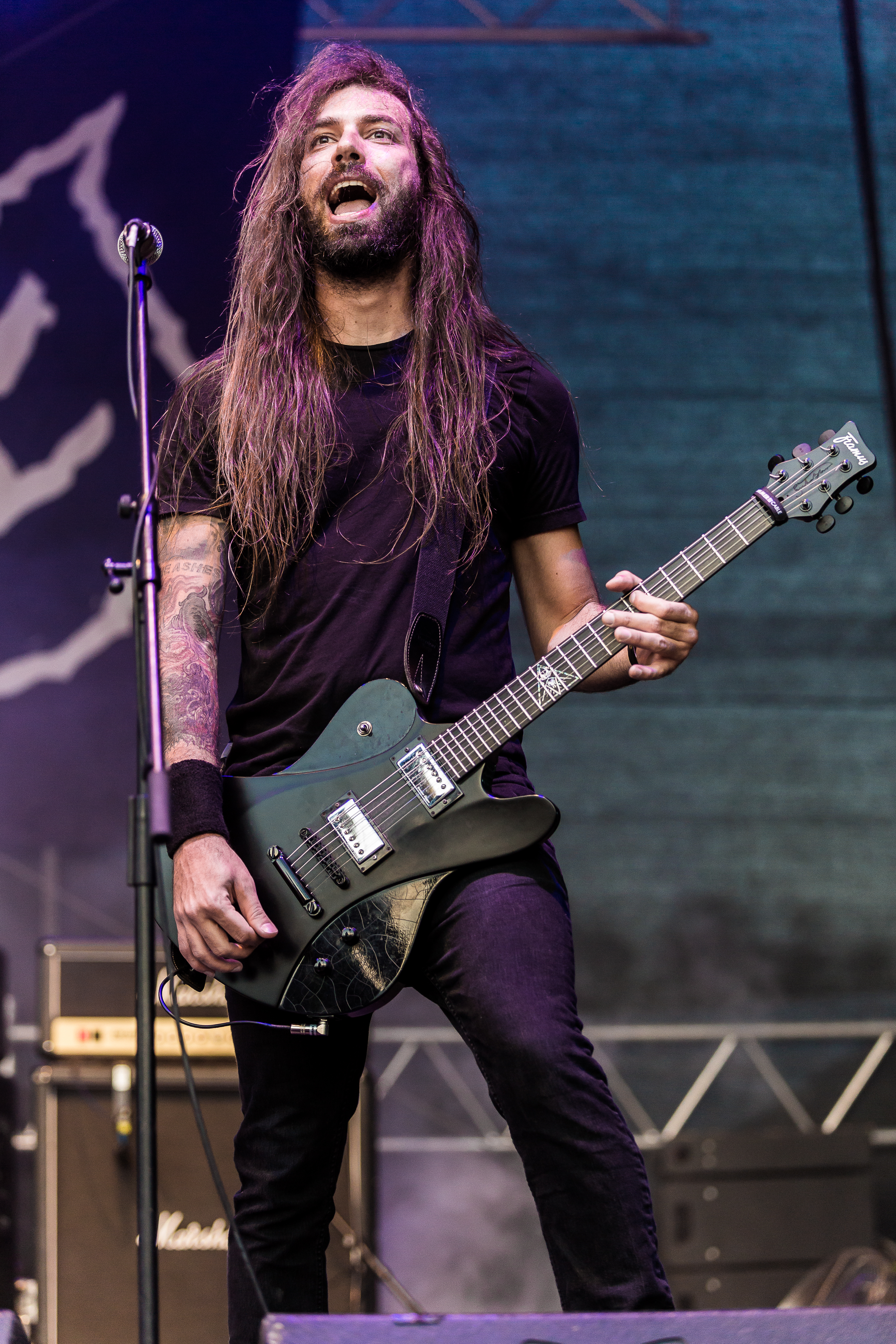
Gitarrist Guilherme Miranda
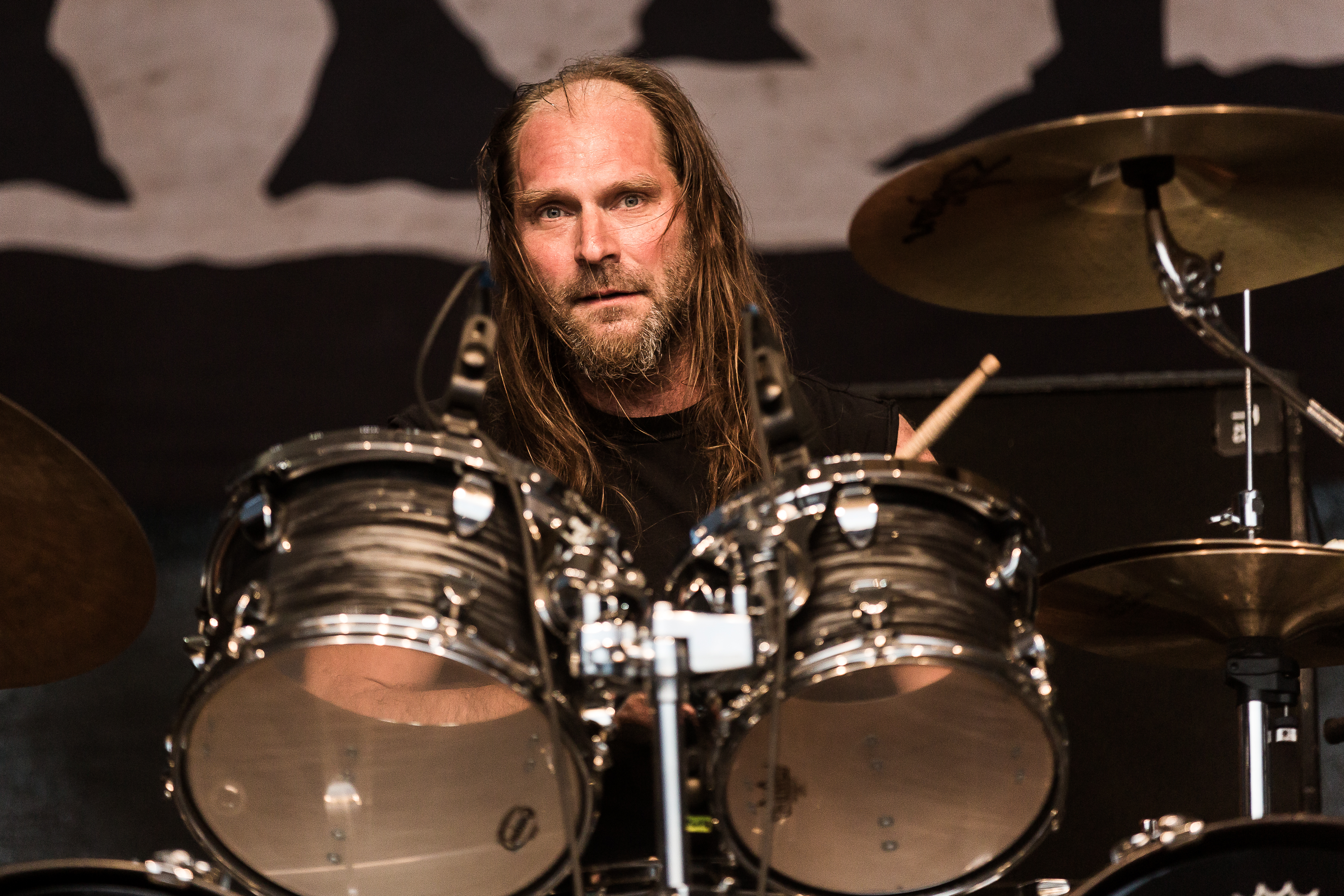
Schlagzeuger Olle Dahlstedt
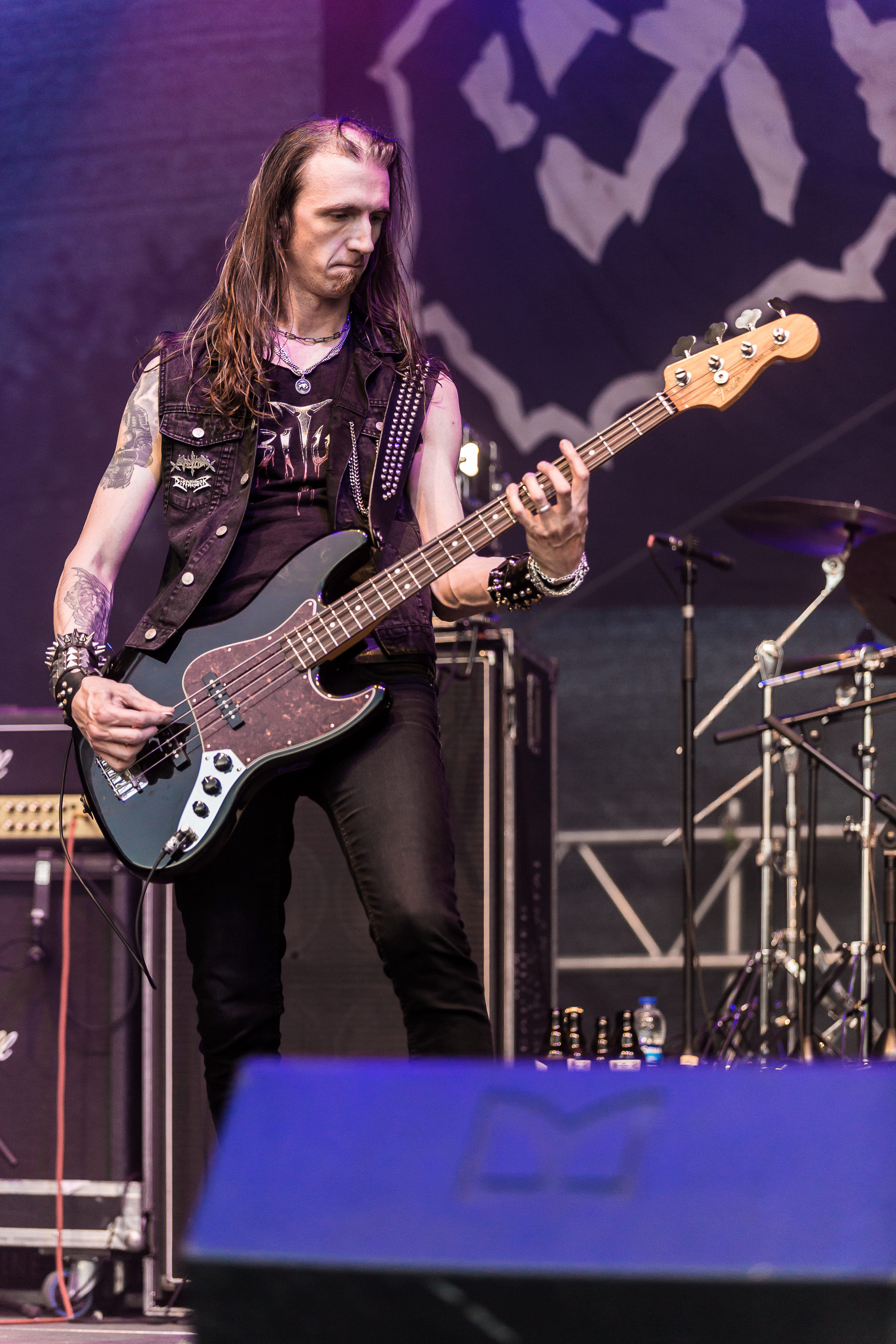
Live-Bassist Tobias Christianson

## Diskografie

### Alben
| Jahr | Titel Musiklabel                | Höchstplatzierung, Gesamtwochen, AuszeichnungChartplatzierungen (Jahr, Titel, Musiklabel, Platzierungen, Wochen, Auszeichnungen, Anmerkungen) | Höchstplatzierung, Gesamtwochen, AuszeichnungChartplatzierungen (Jahr, Titel, Musiklabel, Platzierungen, Wochen, Auszeichnungen, Anmerkungen) | Höchstplatzierung, Gesamtwochen, AuszeichnungChartplatzierungen (Jahr, Titel, Musiklabel, Platzierungen, Wochen, Auszeichnungen, Anmerkungen) | Höchstplatzierung, Gesamtwochen, AuszeichnungChartplatzierungen (Jahr, Titel, Musiklabel, Platzierungen, Wochen, Auszeichnungen, Anmerkungen) | Anmerkungen                            |
| Jahr | Titel Musiklabel                | DE | CH | US | FI | Anmerkungen                            |
| ---- | ------------------------------- | --- | --- | --- | --- | -------------------------------------- |
| 2014 | Back to the Front Century Media | DE53 (1 Wo.)DE | — | US40 (1 Wo.)US | FI5 (1 Wo.)FI | Erstveröffentlichung: 1. August 2014   |
| 2016 | Dead Dawn Century Media         | DE78 (1 Wo.)DE | — | — | FI29 (1 Wo.)FI | Erstveröffentlichung: 26. Februar 2016 |
| 2019 | Bowels of Earth Century Media   | DE64 (1 Wo.)DE | CH67 (1 Wo.)CH | — | — | Erstveröffentlichung: 30. August 2019  |

### Sonstige Veröffentlichungen
- 2014: Bedlam Attack (MP3, Century Media)
- 2016: Fall/Gospel of the Horns  (Split-EP mit Voïvod, Century Media)